# Sankt Pölten

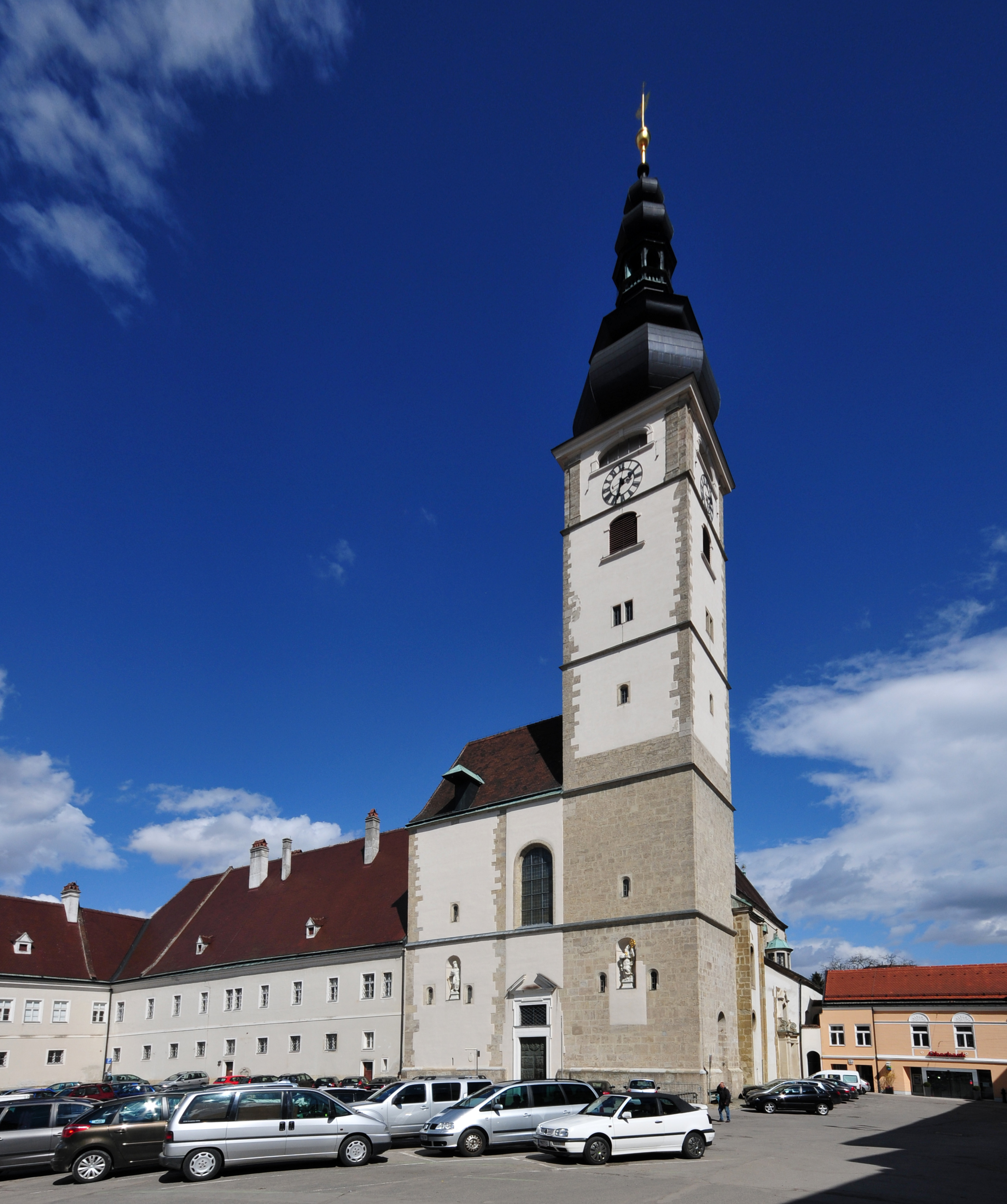
Plaça de la Catedral

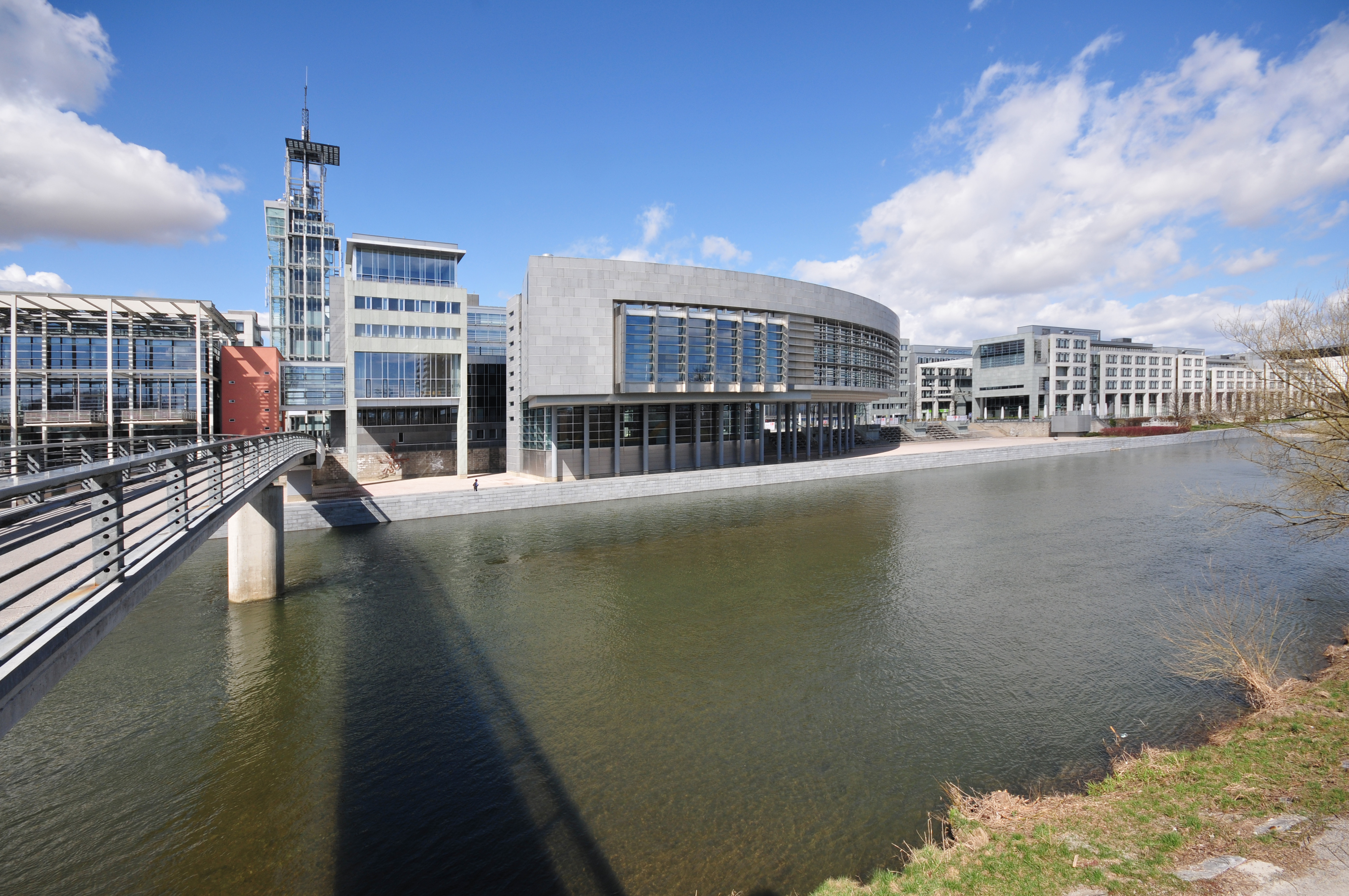
Landhaus

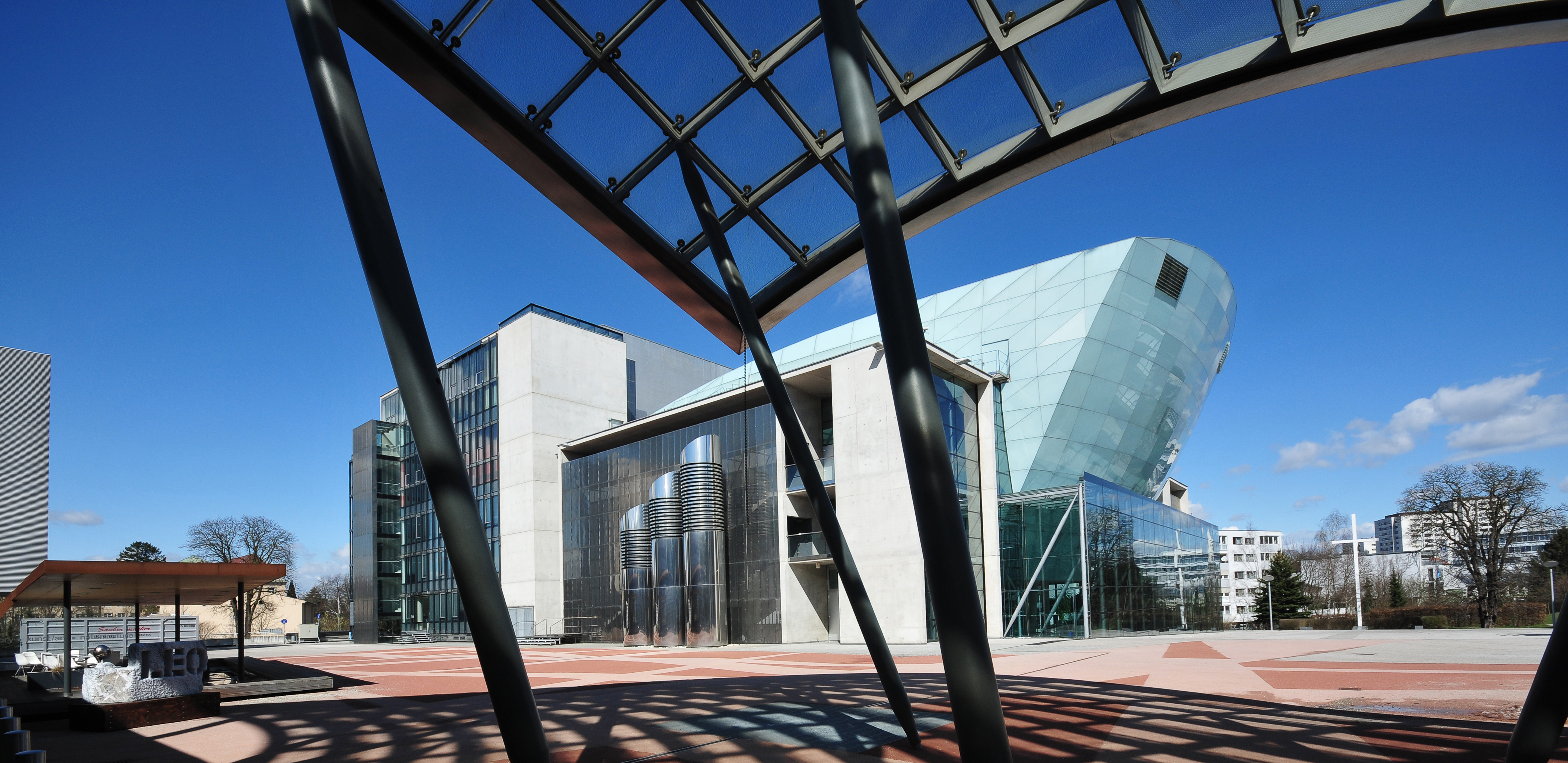
Festspielhaus

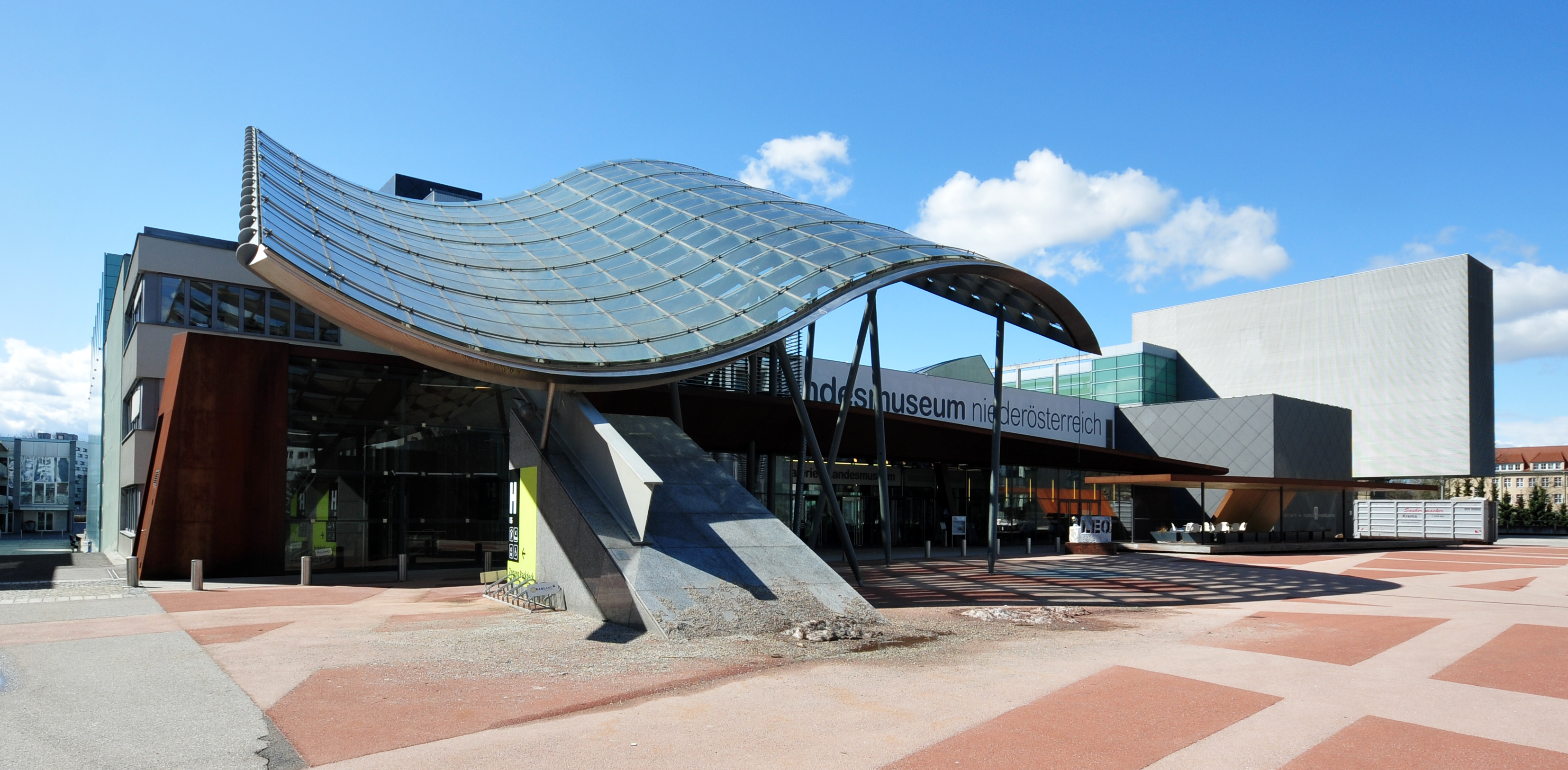
Landesmuseum

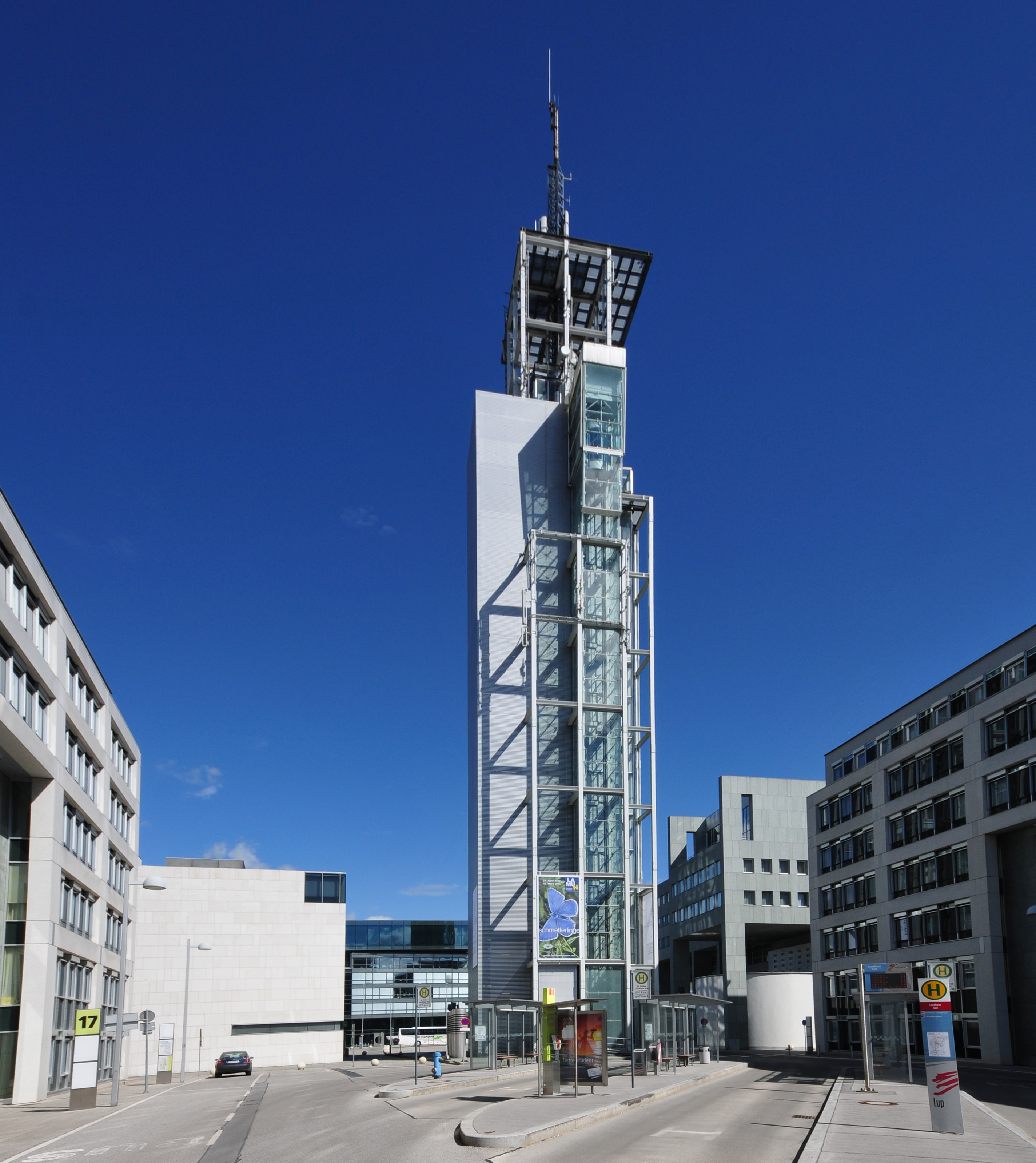
Klangturm

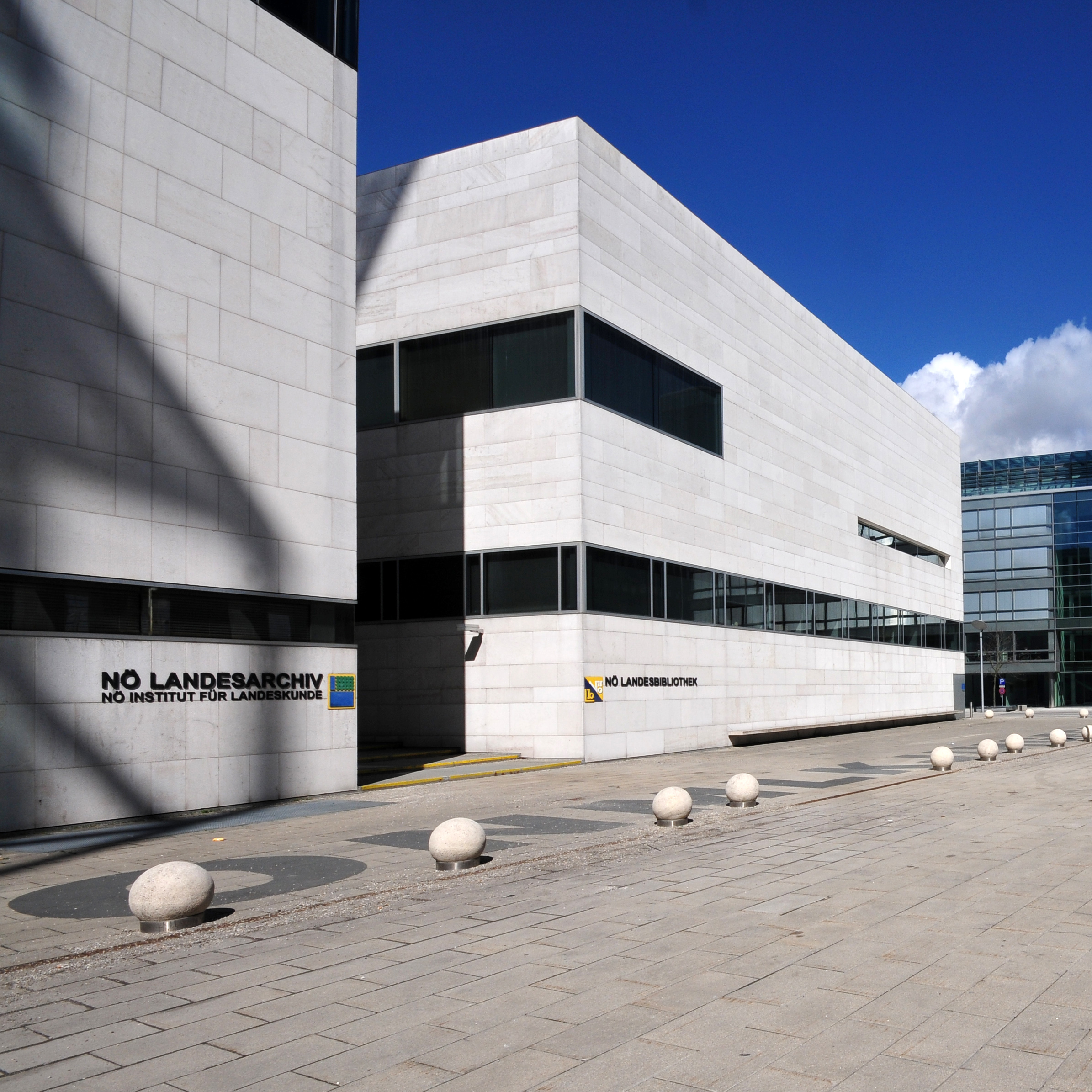
Landesbibliothek

Sankt Pölten (pronunciació alemanya: [zaŋkt ˈpœltn̩] ( escolteu-ho)) és l'actual capital del Land de Baixa Àustria, des que es va aprovar per referèndum en 1986. És una ciutat estatutària.
Va rebre el premi d'Europa de l'any 2001.

## Història
La ciutat va ser creada, al segle I de la nostra era, pels romans, que el deien Ælium Cetium. La ciutat és la més jove de les capitals de l'Estat federal austríac. És aquí on es va establir el primer monestir de Baixa Àustria l'any 791, en l'època carolíngia. Aquest monestir estava dedicat a Hipòlit de Roma, el nom del qual es va transformar en Pölten.

## Economia
La seu del grup Glanzstoff se situa a Sankt Polten on va ser fundada l'empresa el 1906.

## Ciutats agermanades
La ciutat de Sankt Pölten està agermanada amb:
- - Kurashiki Japó - 1957

- - Heidenheim Alemanya - 1967

- - Clichy - 1968

- - Brno - República Txeca - 1990

- - Altoona - Estats Units - 2000

- - Wuhan - Xina - 2005

## Barris i municipis cadastrals
- Altmannsdorf
- Dörfl bei Ochsenburg
- Eggendorf
- Ganzendorf
- Hafing
- Harland
- Hart
- Kreisberg
- Matzersdorf
- Mühlgang
- Nadelbach
- Oberradlberg
- Oberwagram
- Oberzwischenbrunn
- Ochsenburg
- Pengersdorf
- Pottenbrunn
- Pummersdorf
- Ragelsdorf
- Ratzersdorf an der Traisen
- Reitzersdorf
- Schwadorf
- Spratzern
- St. Georgen am Steinfelde
- St. Pölten
- Stattersdorf
- Steinfeld
- Teufelhof
- Unterradlberg
- Unterwagram
- Unterzwischenbrunn
- Viehofen
- Völtendorf
- Waitzendorf
- Wasserburg
- Weitern
- Wetzersdorf
- Windpassing
- Witzendorf
- Wolfenberg
- Wörth
- Zwerndorf

## Cultura

### Teatres
- Bühne im Hof

- FestSpielHaus St. Pölten

- Stadttheater St. Pölten

### Museus
- Diözesanmuseum St. Pölten

- Museum im Hof

- Niederösterreichisches Landesmuseum

- Nö Dokumentationszentrum für Moderne Kunst

- Stadtmuseum St. Pölten

### Esports
- La ciutat és la seu del club de bàsquet: UKJ Sankt Pölten

- La ciutat va acollir el torneig de tennis ATP de Poertschach de 1994 a 2005.